# Sarcodon lepidus
Sarcodon lepidus är en svampart som beskrevs av Maas Geest. 1975. Sarcodon lepidus ingår i släktet Sarcodon och familjen Bankeraceae.   Inga underarter finns listade i Catalogue of Life.